# ФК Мако

ФК Мако (мађ. Makói Futball Club), је мађарски фудбалски клуб. Седиште клуба је у Макоу, Чонград-Чанад, Мађарска. Боје клуба су жута и зелена. Тренутно се такмичи у НБ III.

## Историја
Фудбалски клуб Мако основан је 1989. године под овим именом. Историја локалног фудбала позната је од почетка двадесетог века, тачан датум још није познат, иако су истраживања у току. Од двадесетих година па надаље, играчи Макоа су углавном били играчи клуба званог ВСЕ. У то време тим је био под финансијском управом мађарске Железнице
Касније клуб је радио уз подршку Фабрике машина Мако. Касније је званично име било „Спортско друштво Мако Вашаш”. Био је то окружни, трећелигашки, а годину дана другоразредни тим у граду. Према речима старијих, најзначајнији меч био је меч НБ 2 против Бекешчабе, када се, према различитим информацијама, 4. до 6.000 људи натрпало у гледалиште и терен, испуњавајући  сваки квадратни центиметар око терена! Мако је у тој утакмици поразио гостујући тим, тако да захваљујући томе Бекешчаба није успела да се пласира у прву мађарску лигу.
Други тим у граду лука био је ФК Спартак, са којим се седамдесетих спојила Железарна Мако, тада је екипа играла под именом под именом МШВШЕ, али не самостално, већ као део спортског друштва. Кроз своју историју, клуб је до 1989. године стигао неколико лигашких степеница више. Фудбалски тим је потом напустио МШВШЕ и започео самостално да делује под именом Макои фудбалски клуб, којим је прво председавао Иштван Визи, а затим Габор Менези. Почевши од прве лиге округа, стигао је до НБ II. Затим се клуб квалификовао за НБ 1 група Б, који је организован у јединствену групу, а затим после реорганизације лиге, клуб је поново постао стабилан члан НБ II.
Као највећи резултат Мако је освојио 4. место у другој лиги у сезони 2005/06, поред тога што је тим већ стигао до 16 најбољих у Купу Мађарске победивши неколико НБ I тимова.